# Marele Premiu al Spaniei din 2020
Marele Premiu al Spaniei din 2020 (cunoscut oficial ca Formula 1 Aramco Gran Premio de España 2020) a fost o cursă auto de Formula 1 ce s-a desfășurat pe 16 august 2020 la Barcelona, Spania. Cursa a fost cea de-a șasea etapă a Sezonului de Formula 1 din 2020, fiind pentru a cincizecea oară când s-a desfășurat o etapă de Formula 1 în Spania, cea de a treizecea oară când s-a desfășurat la Barcelona.

## Clasamente

### Calificări
| Poz.                  | Nr. | Pilot              | Constructor               | Timpi calificări | Timpi calificări | Timpi calificări | Grila finală |
| Poz.                  | Nr. | Pilot              | Constructor               | Q1               | Q2               | Q3               | Grila finală |
| --------------------- | --- | ------------------ | ------------------------- | ---------------- | ---------------- | ---------------- | ------------ |
| 1                     | 44  | Lewis Hamilton     | Mercedes                  | 1:16,872         | 1:16,013         | 1:15,584         | 1            |
| 2                     | 77  | Valtteri Bottas    | Mercedes                  | 1:17,243         | 1:16,152         | 1:15,643         | 2            |
| 3                     | 33  | Max Verstappen     | Red Bull Racing-Honda     | 1:17,213         | 1:16,518         | 1:16,292         | 3            |
| 4                     | 11  | Sergio Pérez       | Racing Point-BWT Mercedes | 1:17,117         | 1:16,936         | 1:16,482         | 4            |
| 5                     | 18  | Lance Stroll       | Racing Point-BWT Mercedes | 1:17,316         | 1:16,666         | 1:16,589         | 5            |
| 6                     | 23  | Alexander Albon    | Red Bull Racing-Honda     | 1:17,419         | 1:17,163         | 1:17,029         | 6            |
| 7                     | 55  | Carlos Sainz Jr.   | McLaren-Renault           | 1:17,438         | 1:16,876         | 1:17,044         | 7            |
| 8                     | 4   | Lando Norris       | McLaren-Renault           | 1:17,577         | 1:17,166         | 1:17,084         | 8            |
| 9                     | 16  | Charles Leclerc    | Ferrari                   | 1:17,256         | 1:16,953         | 1:17,087         | 9            |
| 10                    | 10  | Pierre Gasly       | AlphaTauri-Honda          | 1:17,356         | 1:16,800         | 1:17,136         | 10           |
| 11                    | 5   | Sebastian Vettel   | Ferrari                   | 1:17,573         | 1:17,168         | N/A              | 11           |
| 12                    | 26  | Daniil Kveat       | AlphaTauri-Honda          | 1:17,676         | 1:17,192         | N/A              | 12           |
| 13                    | 3   | Daniel Ricciardo   | Renault                   | 1:17,667         | 1:17,198         | N/A              | 13           |
| 14                    | 7   | Kimi Räikkönen     | Alfa Romeo Racing-Ferrari | 1:17,797         | 1:17,386         | N/A              | 14           |
| 15                    | 31  | Esteban Ocon       | Renault                   | 1:17,765         | 1:17,567         | N/A              | 15           |
| 16                    | 20  | Kevin Magnussen    | Haas-Ferrari              | 1:17,908         | N/A              | N/A              | 16           |
| 17                    | 8   | Romain Grosjean    | Haas-Ferrari              | 1:18,089         | N/A              | N/A              | 17           |
| 18                    | 63  | George Russell     | Williams-Mercedes         | 1:18,099         | N/A              | N/A              | 18           |
| 19                    | 6   | Nicholas Latifi    | Williams-Mercedes         | 1:18,532         | N/A              | N/A              | 19           |
| 20                    | 99  | Antonio Giovinazzi | Alfa Romeo Racing-Ferrari | 1:18,697         | N/A              | N/A              | 20           |
| Regula 107%: 1:22,253 |     |                    |                           |                  |                  |                  |              |
| Sursa:                |     |                    |                           |                  |                  |                  |              |

### Cursă
| Poz.                                                                | Nr. | Pilot              | Constructor               | Tururi | Timp/Retras        | Grilă | Puncte |
| ------------------------------------------------------------------- | --- | ------------------ | ------------------------- | ------ | ------------------ | ----- | ------ |
| 1                                                                   | 44  | Lewis Hamilton     | Mercedes                  | 66     | 1:31:45,279        | 1     | 25     |
| 2                                                                   | 33  | Max Verstappen     | Red Bull Racing-Honda     | 66     | +24,177            | 3     | 18     |
| 3                                                                   | 77  | Valtteri Bottas    | Mercedes                  | 66     | +44,752            | 2     | 16     |
| 4                                                                   | 18  | Lance Stroll       | Racing Point-BWT Mercedes | 65     | +1 tur             | 5     | 12     |
| 5                                                                   | 11  | Sergio Pérez       | Racing Point-BWT Mercedes | 65     | +1 tur             | 4     | 10     |
| 6                                                                   | 55  | Carlos Sainz Jr.   | McLaren-Renault           | 65     | +1 tur             | 7     | 8      |
| 7                                                                   | 5   | Sebastian Vettel   | Ferrari                   | 65     | +1 tur             | 11    | 6      |
| 8                                                                   | 23  | Alexander Albon    | Red Bull Racing-Honda     | 65     | +1 tur             | 6     | 4      |
| 9                                                                   | 10  | Pierre Gasly       | AlphaTauri-Honda          | 65     | +1 tur             | 10    | 2      |
| 10                                                                  | 4   | Lando Norris       | McLaren-Renault           | 65     | +1 tur             | 8     | 1      |
| 11                                                                  | 3   | Daniel Ricciardo   | Renault                   | 65     | +1 tur             | 13    |        |
| 12                                                                  | 26  | Daniil Kveat       | AlphaTauri-Honda          | 65     | +1 tur             | 12    |        |
| 13                                                                  | 31  | Esteban Ocon       | Renault                   | 65     | +1 tur             | 15    |        |
| 14                                                                  | 7   | Kimi Räikkönen     | Alfa Romeo Racing-Ferrari | 65     | +1 tur             | 14    |        |
| 15                                                                  | 20  | Kevin Magnussen    | Haas-Ferrari              | 65     | +1 tur             | 16    |        |
| 16                                                                  | 99  | Antonio Giovinazzi | Alfa Romeo Racing-Ferrari | 65     | +1 tur             | 20    |        |
| 17                                                                  | 63  | George Russell     | Williams-Mercedes         | 65     | +1 tur             | 18    |        |
| 18                                                                  | 6   | Nicholas Latifi    | Williams-Mercedes         | 64     | +2 tururi          | 19    |        |
| 19                                                                  | 8   | Romain Grosjean    | Haas-Ferrari              | 64     | +2 tururi          | 17    |        |
| Ab                                                                  | 16  | Charles Leclerc    | Ferrari                   | 38     | Probleme electrice | 9     |        |
| Cel mai rapid tur: Valtteri Bottas (Mercedes) – 1:18,183 (turul 66) |     |                    |                           |        |                    |       |        |
| Sursa:                                                              |     |                    |                           |        |                    |       |        |

Note
- ^1 – Include 1 punct pentru cel mai rapid tur
- ^2 – Sergio Pérez a terminat al patrulea, dar a primit o penalizare de 5 secunde pentru că a ignorat steagurile albastre.[3]
- ^3 – Daniil Kveat a primit o penalizare de 5 secunde pentru că a ignorat steagurile albastre.[3]

## Clasamentele campionatelor după cursă
|        | Poz. | Pilot           | Puncte |
| ------ | ---- | --------------- | ------ |
|        | 1    | Lewis Hamilton  | 132    |
|        | 2    | Max Verstappen  | 95     |
|        | 3    | Valtteri Bottas | 89     |
|        | 4    | Charles Leclerc | 45     |
| 1      | 5    | Lance Stroll    | 40     |
| Sursa: |      |                 |        |

|        | Poz. | Constructor               | Puncte |
| ------ | ---- | ------------------------- | ------ |
|        | 1    | Mercedes                  | 221    |
|        | 2    | Red Bull Racing-Honda     | 135    |
| 1      | 3    | Racing Point-BWT Mercedes | 63     |
|        | 4    | McLaren-Renault           | 62     |
|        | 5    | Ferrari                   | 61     |
| Sursa: |      |                           |        |

- Notă: Doar primele cinci locuri sunt prezentate în ambele clasamente.